# Связность Гаусса — Манина

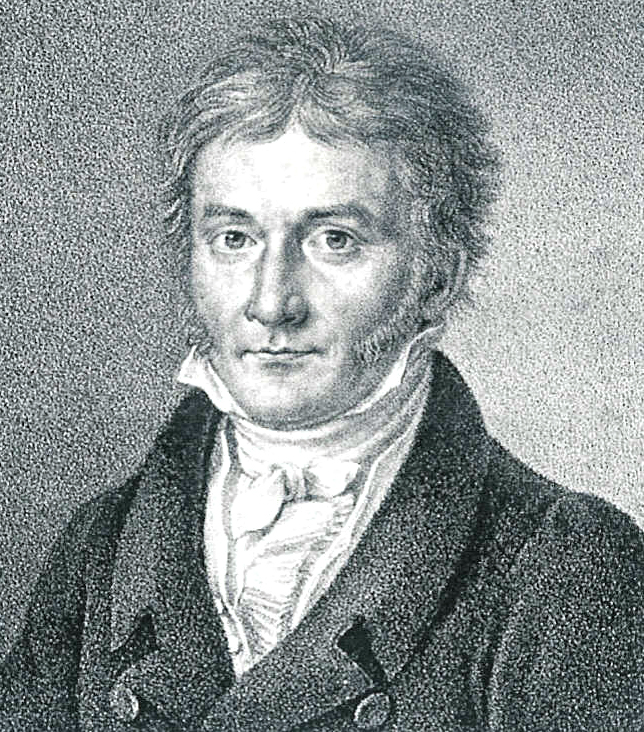
Карл Фридрих Гаусс

С расслоением, слои которого являются гладкими многообразиями (или гладкими алгебраическими многообразиями), можно связать некоторое расслоение с плоской связностью, называемой свя́зностью Га́усса — Ма́нина.

## Определение
Пусть {\displaystyle Y\to X} — расслоение, слои которого {\displaystyle Y_{x}} — гладкие многообразия. Рассмотрим векторное расслоение {\displaystyle E\to X} со слоями {\displaystyle E_{x}=H_{\mathrm {dR} }^{k}(Y_{x})}. Иными словами, повесим вместо каждого слоя его {\displaystyle k}-тые когомологии де Рама. По теореме Эресманна, гладкие расслоения локально тривиальны, так что в достаточно малой окрестности по базе можно отождествить слои друг с другом, и провозгласить гладкими сечениями {\displaystyle E} сечения, которые соответствуют гладким вариациям класса когомологий при тривиализации. Строго говоря, мы определили не расслоение, а только пучок, но это действительно будет пучок сечений расслоения.

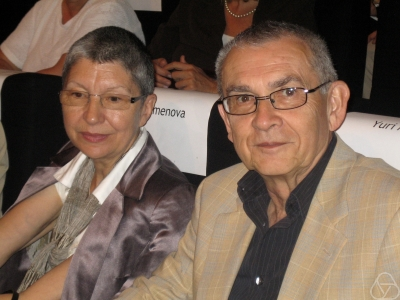
Юрий Иванович Манин

Для простоты предположим на минутку, что слои компактны. Когомологии де Рама компактного многообразия изоморфны сингулярным когомологиям {\displaystyle H^{k}(Y_{x},\mathbb {Z} )\otimes \mathbb {R} }, таким образом, в каждом слое {\displaystyle E_{x}} имеется решётка целочисленных когомологий, гладко зависящая от точки {\displaystyle x}. Связность Гаусса — Манина определяется как связность, относительно которой локальные сечения, в каждой точке принимающие значения в этой целочисленной решётке, являются плоскими.
Описание связности Гаусса — Манина через плоские сечения даёт удобный способ её визуализировать, однако для её существования наличие целочисленной структуры на когомологиях совершенно не необходимо. Она допускает следующее описание. Выберем в расслоении {\displaystyle Y\to X} связность Эресманна {\displaystyle H\subset TY}. Если {\displaystyle s\in \Gamma (E)} — какое-то сечение, оно может быть реализовано набором замкнутых форм {\displaystyle \sigma _{x}\in \Omega ^{k}(Y_{x})}. Выбранная связность Эресманна позволяет продолжить его до единой формы {\displaystyle \sigma \in \Omega ^{k}(Y)}, доопределяя её на направлениях, трансверсальных слоям, условием {\displaystyle \iota _{h}\sigma =0} для всех {\displaystyle h\in H}. Заметим, что эта форма не обязана быть замкнутой. Определим связность Гаусса — Манина {\displaystyle \nabla } таким образом: {\displaystyle (\nabla _{v}s)_{x}=\left[\left(\mathrm {Lie} _{\widetilde {v}}\sigma \right)|_{Y_{x}}\right]\in H_{\mathrm {dR} }^{k}(Y_{x})}. Здесь {\displaystyle v} — произвольное векторное поле на базе, а {\displaystyle {\widetilde {v}}} — его поднятие при помощи связности Эресманна, то есть сечение {\displaystyle H}, при проекции на базу переходящее в {\displaystyle v}. Проверка того, что это хорошо определённая связность (то есть что такая производная Ли будет замкнута в ограничении на слои, и эта операция удовлетворяет тождеству Лейбница), не составляет труда; чуть сложнее показать, что она не зависит от выбора связности Эресманна.

Это определение связности Гаусса — Манина изящно формулируется в терминах дифференциально градуированных алгебр. Это позволяет перенести определение связности Гаусса — Манина в некоммутативную геометрию: Гетцлер, и Каледин построили связность Гаусса-Манина на периодических циклических гомологиях.

## Применение

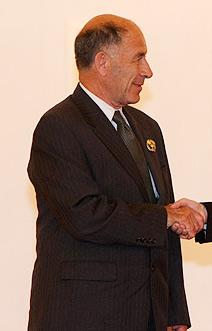
Владимир Арнольд

Связность Гаусса — Манина в первых когомологиях семейства эллиптических кривых с уравнениями {\displaystyle x^{3}+y^{3}+z^{3}=\lambda xyz} над проколотой сферой Римана, параметризованной комплексным параметром {\displaystyle \lambda }, определяет дифференциальное уравнение, известное как уравнение Пикара — Фукса. Гаусс рассматривал аналогичное уравнение для семейства кривых {\displaystyle y^{2}=x(x-1)(x-\lambda )}; общее описание таких уравнений в случае, когда база является алгебраической кривой, было дано Маниным, а в общем случае Гротендиком. Ему принадлежит название «связность Гаусса — Манина», а также абстрактное алгебраико-геометрическое описание этой связности как одной из стрелок в спектральной последовательности Лере для подходящего пучка.
Связность Гаусса — Манина используется также в симплектической геометрии. Именно, пусть {\displaystyle Y\to X} — расслоение, слои которого лагранжевы торы. Касательное пространство к базе такого расслоения можно отождествить с некоторым подпространством в пространстве сечений нормального расслоения к слою, висящему над этой точкой. Но у лагранжева подмногообразия нормальное расслоение изоморфно кокасательному, так что эти сечения определяют дифференциальные 1-формы на слое. Оказывается, эти формы замкнуты, и их классы когомологий суть всевозможные классы первых когомологий слоя. Таким образом, касательное расслоение к базе лагранжева расслоения изоморфно расслоению первых когомологий слоёв, и, следовательно, имеет каноническую плоскую связность, связность Гаусса — Манина. В механике это утверждение имеет следствие, известное как теорема Лиувилля — Арнольда: у гамильтоновой системы, имеющей столько же независимых находящихся в инволюции интегралов, сколько степеней свободы, уравнения движения могут быть решены в квадратурах. Голоморфная версия теоремы Лиувилля — Арнольда определяет плоскую связность с монодромией {\displaystyle \mathrm {SL} (2n,\mathbb {Z} )\ltimes \mathbb {R} ^{2n}} вне некоторого дивизора на {\displaystyle \mathbb {C} \mathrm {P} ^{n}}, базе голоморфного лагранжева расслоения на гиперкэлеровом многообразии. Наиболее наглядный случай, когда тотальное пространство — K3-поверхность, слои — эллиптические кривые, а база — сфера Римана с 24 проколами, изучена Концевичем и Сойбельманом.